# Ingenjör Pettersson
Ingenjör Pettersson är en sektorfyr som ligger i Ominaisfjärden utanför Stora Träskholm. Ingenjör Pettersson byggdes år 1909 och har fått sitt namn efter ingenjör Karl R. Pettersson, som ritade fyren. 
Fyren är vitmålad och sex meter hög. Den är placerad till havs invid en farled och kan därför endast nås med båt. 
Det finns också en del roliga traditioner kopplade till Ingenjör Pettersson. Fyren har en minnesplatta som varje år poleras av studenter. En del båtfarare brukar lyfta på hatten och hälsa på fyren då de åker förbi. 